# 顧憲成
顧憲成（1550年—1612年），字叔時，號涇陽，直隸無錫縣（今无锡锡山区张泾镇）人，明朝政治家、思想家、學者，重建東林書院，在野評議時政，廣受支持，人稱東林先生、涇陽先生，為東林黨的創始人。官至吏部文選司郎中，天啟初年，贈太常寺卿。後來東林黨爭爆發，被魏忠賢閹黨削官。崇禎初年獲得平反，又贈吏部右侍郎，諡端文。

## 家族
顧憲成父親顧學（1516年-1576年，號南野）是殷實商人，留下田地三百畝；長兄顧性成及二兄顧自成承繼父業，支援顧憲成及四弟顧允成參加科舉。

## 生平

### 仕宦
嘉靖二十九年（1550年）八月初七，顧憲成誕生於顧氏祖屋“端居堂”。他家境清貧，自幼好學，常夜讀達旦。曾在常州龍城書院求學。隆慶四年（1570年），補邑庠生員，治程朱理學，曾到常州府知府施觀民創辦的龍城書院讀書，期間「以文名世坊間。所刻諸論，皆其歷試冠軍之作」。萬曆四年（1576年），舉鄉試第一，萬曆八年（1580年）成二甲第二名進士，授戶部主事，與李三才一起編纂《萬曆會計錄》。萬曆十年，調任吏部稽勛司主事，歷任考功司，與同年中舉的魏允中、劉庭蘭一起批評時政，反對首輔張居正。
張居正病卒後，顧憲成改任吏部主事。請告歸三年，補驗封司主事。萬曆十五年（1587年），因與內閣對立，謫官桂陽州判官。不久，遷處州府推官，因母喪去職。服闕，補泉州府推官。
萬曆二十年（1592年），任內被舉公廉寡欲天下推官第一，擢吏部考功司主事，歷吏部文選司員外郎。第二年，明神宗想封其三個兒子為王，以拖延國本之爭，顧憲成上疏強烈反對，由寫信給同意並封的首輔王錫爵，反復論辯，結果「三王並封」之事不了了之。同年，顧憲成在京察中支持吏部尚書孫鑨，反駁「專權結黨」的批評，又反對王錫爵讓鄒元標辭職。此後，顧憲成推舉前大學士王家屏接替王錫爵，王家屏卻是支持立太子的，引起明神宗不快，被削籍歸里。
顧憲成罷官居家，聲名日高，朝廷內外交章推薦其復出，神宗置之不理。萬曆三十六年（1608年），朝廷起用顧憲成在南京光祿寺少卿，但顧憲成力辭不就。萬曆四十年（1612年）五月二十三日，卒於涇里。八月，東林黨人群集為顧憲成舉行公奠。天啟二年六月，朝廷追贈顧憲成為太常寺少卿。崇禎間，加贈吏部右侍郎，賜諡端文。

## 學問

### 講學

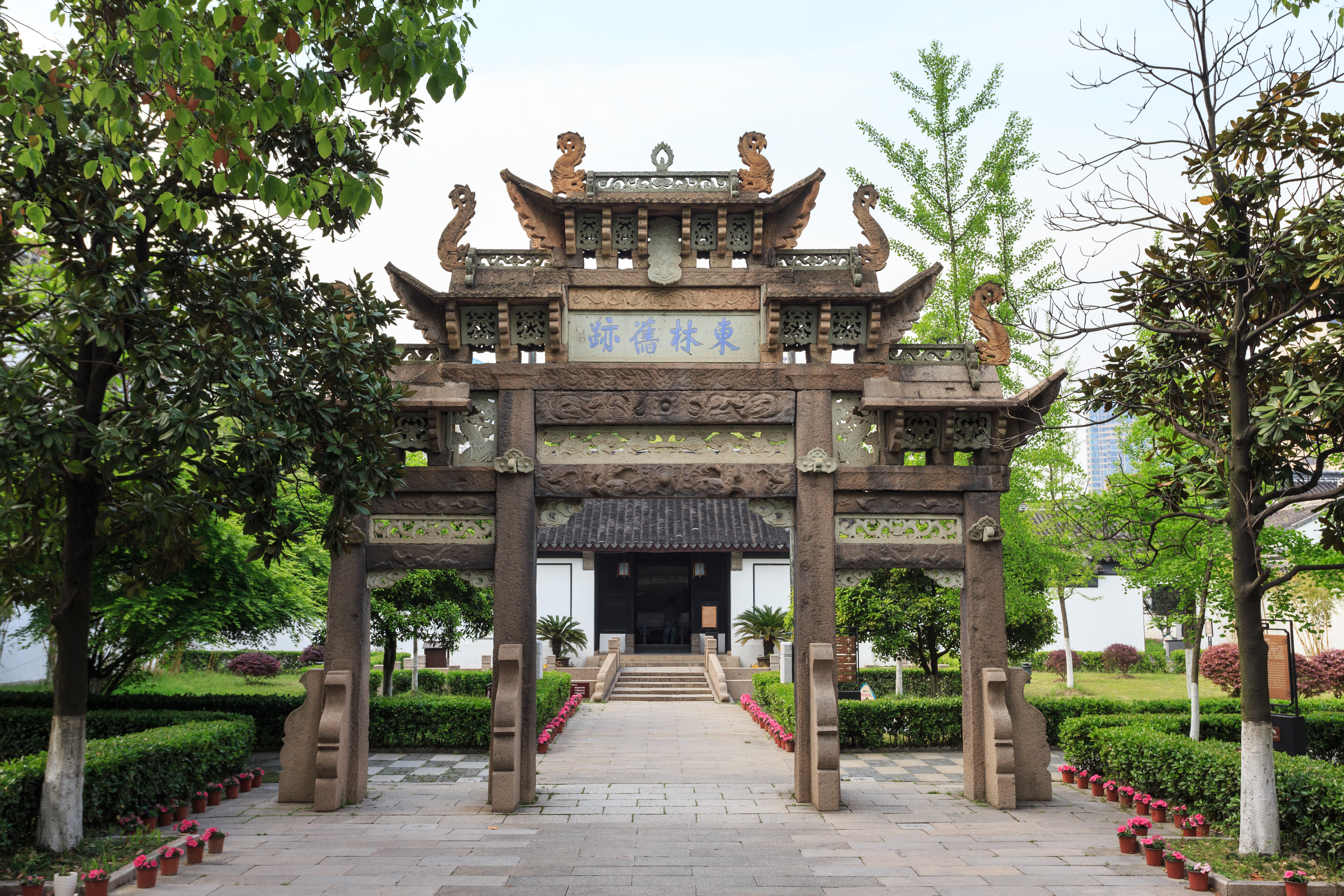
重建之東林書院

1583至1586年，顧憲成休假回鄉時，曾在學校講學。1594年，顧憲成辭職回鄉，四弟顧允成亦因批評王錫爵而被貶職，回到無錫。第二年，與內閣對立的無錫進士高攀龍被貶，亦回到故鄉。1596年開始，許多弟子登門造訪，借住在附近的寺院，顧憲成兄弟建造教室和宿舍容納弟子。
宋代時，楊時在無錫建立東林書院；1604年，顧憲成重建東林書院，從士紳籌得捐款，無錫知縣和常州知府都贊同其事，分別批出補助，縣令並捐贈祀田。參與重建書院的，除了顧憲成兄弟和高攀龍外，還有顧憲成女婿王永圖、無錫人安希范、劉元珍、陳幼學、葉茂才、張大受等，顧憲成期望在廟堂之外也能有所作為，并以「祠堂以崇先哲之懿範,則道脈系焉;書院以廣友朋之麗澤,則學脈系焉」為書院宗旨。
顧憲成為東林書院起草「會約」，訂立書院的宗旨，講學內容，並非科舉考試，而是面向廣大群眾，具有陽明學的精神。顧憲成希望透過講學，改變社會，每月講學3日，聽眾多達數百人顧憲成和高攀龍也常到常州龍城書院、金壇志矩堂等書院交流講學。。

### 議政
顧憲成是東林書院主要講者，抱著「群天下之善士講習，即天下之善皆收而為我之善，而精神充滿乎天下」、「官輦轂，志不在君父，官封疆，志不在民生，居水邊林下，志不在世道，君子無取焉。」辦院，教習之餘，往往批評時政，官員的為人，公開直率，對朝廷上年輕官員影響巨大，朝野和應，師生形成人際網絡，支援政治運動，後來被政敵批評為東林黨人。顧憲成等人想透過友好官員李三才等人，以在野身份影響政治，並透過書信和發動輿論，干涉和左右朝政。1608年，顧憲成去信首輔葉向高論政，被批評「遙執朝攻」；1610年，戶部尚書李三才被攻擊貪污和結黨，顧憲成也寫信給吏部尚書孫丕揚，為李三才辯解，但第二年李三才還是去職。

## 思想
顧憲成不贊同皇權專制，主張國家大事不應只由皇帝專權，應經過內閣和六部判斷，並聽從士紳與百姓的輿論，以求「天下之公」。他也批評不關心天下國家的學者。
儒學方面，顧憲成遵從朱子學，主張性善，重視修養工夫，提倡靜坐，批評陸九淵的頓悟說及陳亮的功利主張。他主要贊同王陽明的良知說，卻嚴厲抨擊陽明學的「無善無惡」說混淆善惡，對世俗投其所好，沒有追求真性，使人陷於佛家、道家，或與世俗同流合污，蔑視學習，他也批評陽明學末流輕視修養工夫，流弊深遠。
顧憲成反對「不學不慮」、「不思不勉」的「現成良知」，而是應該要「知輔行主」、「崇實黜虛」、「學問不貴空談，而貴實行」、「學問必須躬行實踐方有益」。

## 地位
顧憲成是東林黨創始人，過世後第二年，御史方大鎮讚揚顧憲成講學窮理，團結士人，影響鄰近州縣，得「聖道之正直」，上疏請求祭祀顧憲成，並賜謚號。崇祯初年，獲贈吏部右侍郎，諡號端文。明末清初大儒陸世儀稱讚他是「豪傑之士」。

### 引用
1. ↑  《江南通志》（卷一百三十七）：「憲成既廢，名益高，學者稱「涇陽先生」，一時清議，倚以為重。」
2. ↑  王世貞《处士南野顾翁墓志铭》
3. ↑  小野和子：《明季黨社考》，頁137-138。
4. ↑  《顧端文公年譜》第225頁
5. ↑  《萬曆八年庚辰科進士履歷便覽》：顾宪成，泾阳，書一房，庚戌八月初七日生。无锡人，乡试一名，会试二十名，二甲二名。吏部政，庚辰授户部主事，壬午调吏部，养病。丙戌复除本部，本年升员外，丁亥建言降桂阳州判官，戊子升处州府推官，丁憂。辛卯复除泉州府，壬辰改吏部主事，本年升验封司员外，调考功司，升验封司郎中，癸巳调考功司，本年调文选司，养病。戊申补南京光禄寺少卿。曾祖纬，生员。祖夔。父学，贈户部主事。
6. ↑  《明史》：顧憲成 ，字叔時，無錫人。萬曆四年舉鄉試第一。八年成進士，授戶部主事。大學士張居正病，朝士羣為之禱，憲成不可。同官代之署名，憲成手削去之。
7. ↑  小野和子：《明季黨社考》，頁141、138。
8. ↑  《明史》：居正卒，改吏部主事。請告歸三年，補驗封主事。十五年大計京朝官，都御史辛自修掌計事。工部尚書何起鳴在拾遺中，自修坐是失執政意。給事中陳與郊承風旨並論起鳴、自修，實以攻自修而庇起鳴。於是二人並罷，幷責御史糾起鳴者四人。憲成不平，上疏語侵執政，被旨切責，謫桂陽州判官。稍遷處州推官。丁母憂，服除，補泉州推官，舉公廉第一
9. ↑  小野和子：《明季黨社考》，頁138-139。
10. ↑  《明史》：舉公廉第一。擢吏部考功主事，歷員外郎。會有詔三皇子並封王。憲成偕同官上疏曰：皇上因祖訓立嫡之條，欲暫令三皇子並封王，以待有嫡立嫡，無嫡立長。臣等伏而思之「待」之一言，有大不可者。太子，天下本。豫定太子，所以固本。是故有嫡立嫡，無嫡立長，就見在論是也，待將來則非也。我朝建儲家法，東宮不待嫡，元子不並封。廷臣言甚詳，皇上概弗省，豈皇上創見有加列聖之上乎？有天下者稱天子，天子之元子稱太子。天子繫乎天，君與天一體也；太子繫乎父，父子一體也。主鬯承祧，於是乎在，不可得而爵。今欲並封三王，元子之封何所係乎？無所係，則難乎其為名；有所係，則難乎其為實。皇上以為權宜云耳。夫權宜者，不得已而行之也。元子為太子，諸子為藩王，於理順，於分稱，於情安，有何不得已而然乎？耦尊鈞大，逼所由生。皇上以祖訓為法，子孫以皇上為法。皇上不難創其所無，後世詎難襲其所有。自是而往，幸皆有嫡可也，不然，是無東宮也。又幸而如皇上之英明可也，不然，凡皇子皆東宮也。無乃啟萬世之大患乎？皇后與皇上共承宗祧，期於宗祧得人而已。皇上之元子諸子，即皇后之元子諸子。恭妃、皇貴妃不得而私之，統於尊也。豈必如輔臣王錫爵之請，須拜皇后為母，而後稱子哉？況始者奉旨，少待二三年而已，俄改二十年，又改於二十一年，然猶可以歲月期也。今曰「待嫡」，是未可以歲月期也。命方布而忽更，意屢遷而俞緩。自並封命下，叩閽上封事者不可勝數，至里巷小民亦聚族而竊議，是孰使之然哉，人心之公也。而皇上猶責輔臣以擔當。錫爵夙夜趣召，乃排羣議而順上旨，豈所謂擔當；必積誠感悟納皇上於無過之地，乃真擔當耳。不然，皇上且不能如天下何，而況錫爵哉！皇上神明天縱，非溺寵狎昵之比。而不諒者，見影而疑形，聞響而疑聲，即臣等亦有不能為皇上解者。皇上盛德大業，比隆三五。而乃來此意外之紛紛，不亦惜乎。伏乞令皇元子早正儲位，皇第三子、皇第五子各就王爵。父父子子，君君臣臣，兄兄弟弟。宗廟之福，社稷之慶，悉在是矣。
憲成又遺書錫爵，反覆辯論。其後並封議遂寢。二十一年京察。吏部尚書孫鑨、考功郎中趙南星盡黜執政私人，憲成實左右之。及南星被斥，憲成疏請同罷，不報。尋遷文選郎中。所推舉率與執政牴牾。先是，吏部缺尚書，錫爵欲用羅萬化，憲成不可，乃用陳有年。後廷推閣臣，萬化復不與。錫爵等皆恚，萬化乃獲推，會帝報罷而止。及是，錫爵將謝政，廷推代者。憲成舉故大學士王家屏，忤帝意，削籍歸。事具有年傳。
11. ↑  《明神宗顯皇帝實錄》(卷之四百五十一)：「壬戌，起升原任吏部文選司郎中顧憲成為南京光祿寺卿。」
12. ↑  《明史》：憲成既廢，名益高，中外推薦無慮百十疏，帝悉不報。至三十六年，始起南京光祿少卿，力辭不就。四十年卒於家。
13. ↑  小野和子：《明季黨社考》，頁187；Mote等編：《劍橋中國明代史》，頁585。
14. ↑  《顧端文公年譜》(譜下)，頁 34
15. ↑  《顧端文公年譜》(譜下,卷 4):「同年同社及後學門生于孔兼、錢一本、吳達可、薛敷教、朱鳳翔、諸壽賢、王士騏、諸壽賢、王士騏、朱國禎、徐必達、洪文衡、姜士昌、岳元聲、顧際明、于仕廉 、黃正賓、陳敏中、湯兆京、吳 亮、孫慎行、于玉立、張大受、吳正志、俞汝楫、高攀龍、劉元珍、文震孟、荊之琦、錢謙益、郁庭芝、史孟麟、丁元 薦 、徐鳴皋 、安希范 、賀學仁 、任光祖 、丁鴻明 、周繼文、汴淇載、程山庚、汪萬里四十餘人至者，先於東林會哭。及入涇拜奠，皆相向失聲，或留連浹日始去。」
16. ↑  《明熹宗悊皇帝實錄卷之二十三》：「原任吏部稽勛司員外郎顧憲成太常寺少卿」
17. ↑  《崇禎長編》：「復顧憲成官，加贈吏部右侍郎。」
18. ↑  小野和子：《明季黨社考》，頁139-141。
19. ↑  小野和子：《明季黨社考》，頁143-144。
20. ↑  小野和子：《明季黨社考》，頁144-145、148-149。
21. ↑  小野和子：《明季黨社考》，頁142、150。
22. ↑  清康熙三十四年刻本《常州府志》，24卷，9：顧憲成，字叔時無錫人鄉試第一萬曆進士除户部主事大學士張居正寢疾朝士為禱於神同官代署憲成名憲成聞亟馳赴手削之改吏部會大計京朝官都御史辛自修以斥尚書何起鳴忤執政被劾憲成上疏語侵閣臣謫桂陽州判累擢復為吏部時有三王並封之議憲成極言其不可者九語甚愷切二十一年內計吏部尚書孫鑨考功郎中趙南星盡黜執政私人憲成實左右之南星罷憲成亦請與同罷不報尋掌選事又會推閣臣憲成所舉蓋與執政牴牾坐削籍歸修復東林書院與高攀龍輩講學其中悉遵朱子白鹿洞規起南光祿少卿卒贈少宰謚端文。
23. ↑  《明史》：舉公廉第一。擢吏部考功主事，歷員外郎。會有詔三皇子並封王。憲成偕同官上疏曰：皇上因祖訓立嫡之條，欲暫令三皇子並封王，以待有嫡立嫡，無嫡立長。臣等伏而思之「待」之一言，有大不可者。太子，天下本。豫定太子，所以固本。是故有嫡立嫡，無嫡立長，就見在論是也，待將來則非也。我朝建儲家法，東宮不待嫡，元子不並封。廷臣言甚詳，皇上概弗省，豈皇上創見有加列聖之上乎？有天下者稱天子，天子之元子稱太子。天子繫乎天，君與天一體也；太子繫乎父，父子一體也。主鬯承祧，於是乎在，不可得而爵。今欲並封三王，元子之封何所係乎？無所係，則難乎其為名；有所係，則難乎其為實。皇上以為權宜云耳。夫權宜者，不得已而行之也。元子為太子，諸子為藩王，於理順，於分稱，於情安，有何不得已而然乎？耦尊鈞大，逼所由生。皇上以祖訓為法，子孫以皇上為法。皇上不難創其所無，後世詎難襲其所有。自是而往，幸皆有嫡可也，不然，是無東宮也。又幸而如皇上之英明可也，不然，凡皇子皆東宮也。無乃啟萬世之大患乎？皇后與皇上共承宗祧，期於宗祧得人而已。皇上之元子諸子，即皇后之元子諸子。恭妃、皇貴妃不得而私之，統於尊也。豈必如輔臣王錫爵之請，須拜皇后為母，而後稱子哉？況始者奉旨，少待二三年而已，俄改二十年，又改於二十一年，然猶可以歲月期也。今曰「待嫡」，是未可以歲月期也。命方布而忽更，意屢遷而俞緩。自並封命下，叩閽上封事者不可勝數，至里巷小民亦聚族而竊議，是孰使之然哉，人心之公也。而皇上猶責輔臣以擔當。錫爵夙夜趣召，乃排羣議而順上旨，豈所謂擔當；必積誠感悟納皇上於無過之地，乃真擔當耳。不然，皇上且不能如天下何，而況錫爵哉！皇上神明天縱，非溺寵狎昵之比。而不諒者，見影而疑形，聞響而疑聲，即臣等亦有不能為皇上解者。皇上盛德大業，比隆三五。而乃來此意外之紛紛，不亦惜乎。伏乞令皇元子早正儲位，皇第三子、皇第五子各就王爵。父父子子，君君臣臣，兄兄弟弟。宗廟之福，社稷之慶，悉在是矣。
憲成又遺書錫爵，反覆辯論。其後並封議遂寢。二十一年京察。吏部尚書孫鑨、考功郎中趙南星盡黜執政私人，憲成實左右之。及南星被斥，憲成疏請同罷，不報。尋遷文選郎中。所推舉率與執政牴牾。先是，吏部缺尚書，錫爵欲用羅萬化，憲成不可，乃用陳有年。後廷推閣臣，萬化復不與。錫爵等皆恚，萬化乃 獲推，會帝報罷而止。及是，錫爵將謝政，廷推代者。憲成舉故大學士王家屏，忤帝意，削籍歸。事具有年傳。憲成既廢，名益高，中外推薦無慮百十疏，帝悉不報。至三十六年，始起南京光祿少卿，力辭不就。四十年卒於家。天啟初，贈太常卿。魏忠賢亂政，其黨石三畏追論之，遂削奪。崇禎初，贈吏部右侍郎，諡端文。憲成姿性絕人，幼即有志聖學。暨削籍里居，益覃精研究，力闢王守仁「無善無惡心之體」之說。邑故有東林書院，宋楊時講道處也，憲成與弟允成倡修之，常州知府歐陽東鳳與無錫知縣林宰為之營構。落成，偕同志高攀龍、錢一本、薛敷教、史孟麟、于孔兼輩講學其中，學者稱涇陽先生。當是時，士大夫抱道忤時者，率退處林野，聞風響附，學舍至不能容。憲成嘗曰：「官輦轂，志不在君父，官封疆，志不在民生，居水邊林下，志不在世道，君子無取焉。」故其講習之餘，往往諷議朝政，裁量人物。朝士慕其風者，多遙相應和。由是東林名大著，而忌者亦多。既而淮撫李三才被論，憲成貽書葉向高、孫丕揚為延譽。御史吳亮刻之邸抄中，攻三才者大譁。而其時于玉立、黃正賓輩附麗其間，頗有輕浮好事名。徐兆魁之徒遂以東林為口實。兆魁騰疏攻憲成，恣意誣詆。謂滸墅有小河，東林專其稅為書院費；關使至，東林輒以 書招之，即不赴，亦必致厚餽；講學所至，僕從如雲，縣令館穀供億，非二百金不辦；會時必談時政，郡邑行事偶相左，必令改圖；及受黃正賓賄。其言絕無左驗。光祿丞吳炯上言為一一致辨，因言：「憲成貽書救三才，誠為出位，臣嘗咎之，憲成亦自悔。今憲成被誣，天下將以講學為戒，絕口不談孔、孟之道，國家正氣從此而損，非細事也。」疏入，不報。嗣後攻擊者不絕，比憲成歿，攻者猶未止。凡救三才者，爭辛亥京察者，衞國本者，發韓敬科場弊者，請行勘熊廷弼者，抗論張差梃擊者，最後爭移宮、紅丸者，忤魏忠賢者，率指目為東林，抨擊無虛日。借魏忠賢毒焰，一網盡去之。殺戮禁錮，善類為一空。崇禎立，始漸收用。而朋黨勢已成，小人卒大熾，禍中於國，迄明亡而後已。
24. ↑  Mote等編：《劍橋中國明代史》，頁584-585；小野和子：《明季黨社考》，頁226。
25. ↑  小野和子：《明季黨社考》，頁191-193。
26. ↑  小野和子：《明季黨社考》，頁138、196、148。
27. ↑  岡田武彥：《王陽明與明末儒學》，頁391、368、382。
28. ↑  岡田武彥：《王陽明與明末儒學》，頁368-371、391。
29. ↑  黃宗羲《端文顧涇陽先生憲成》「官輳轂，念頭不在君父上；官封疆，念頭不在百姓上；至於水間林下，三三兩兩，相與講求性命，切磨 德義，念頭不在世道上，即有他美，君子不齒也。」
30. ↑  Mote等編：《劍橋中國明代史》，頁578。
31. ↑  小野和子：《明季黨社考》，頁156。
32. ↑  岡田武彥：《王陽明與明末儒學》，頁391、388。

### 书籍
- 小野和子 著，李慶 等譯：《明季黨社考》（上海：上海古籍出版社，2006）。
- 岡田武彥 著，吳光 等譯：《王陽明與明末儒學》（上海：上海古籍出版社，2000）。
- Frederick W. Mote（牟復禮）等編，張書生 等譯：《劍橋中國明代史》（北京：中國社會科學出版社，1992）。

## 延伸阅读
[在维基数据编辑]
 《明史卷二百三十一》，出自《明史》
 在维基共享资源阅览影像